# ディヴィッド・ヘンリー・マーシャル
ディヴィッド・ヘンリー・マーシャル（David Henry Marshall、1848年 - 1932年3月14日）は、明治時代にお雇い外国人として来日したイギリスの数学者である。

## 経歴・人物
スコットランドの生まれ。エディンバラ大学卒業後、1873年（明治6年）に日本政府の招聘により来日した。
工部省工学寮（後の工部大学校、現在の東京大学）に雇われ、数学の教鞭を執った。1881年（明治14年）に任期満了となり、帰国し母国の大学で教鞭を執った。後にカナダに移住した。